# Karłatka niska
Karłatka niska, chamerops niski, palmiczka (Chamaerops humilis L.) – gatunek wiecznie zielonej rośliny z rodziny arekowatych (Arecaceae). Jedyny przedstawiciel monotypowego rodzaju karłatka (Chamaerops). Jako łatwy gatunek do uprawy, sadzony jest także poza swym pierwotnym zasięgiem (np. w południowej Francji), w tym uprawiany jest jako roślina doniczkowa. Owoce są niejadalne i nie mają wartości użytkowej.

## Rozmieszczenie geograficzne
Jest jedną z dwóch (obok Phoenix theophrasti) rodzimych dla Europy palm (w odróżnieniu od daktylowca nie kwestionowane jest jej tu naturalne pochodzenie). Zasięg obejmuje zachodnią część obszaru śródziemnomorskiego, od południowych Włoch do południowej Hiszpanii oraz Afrykę, wzdłuż wybrzeża północnoafrykańskiego, od Tunezji do Maroka. Poza tym rozprzestrzeniana w uprawie.

## Morfologia

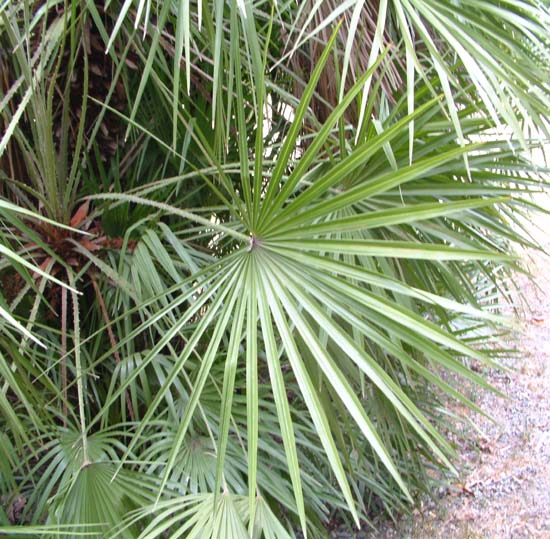
Liść

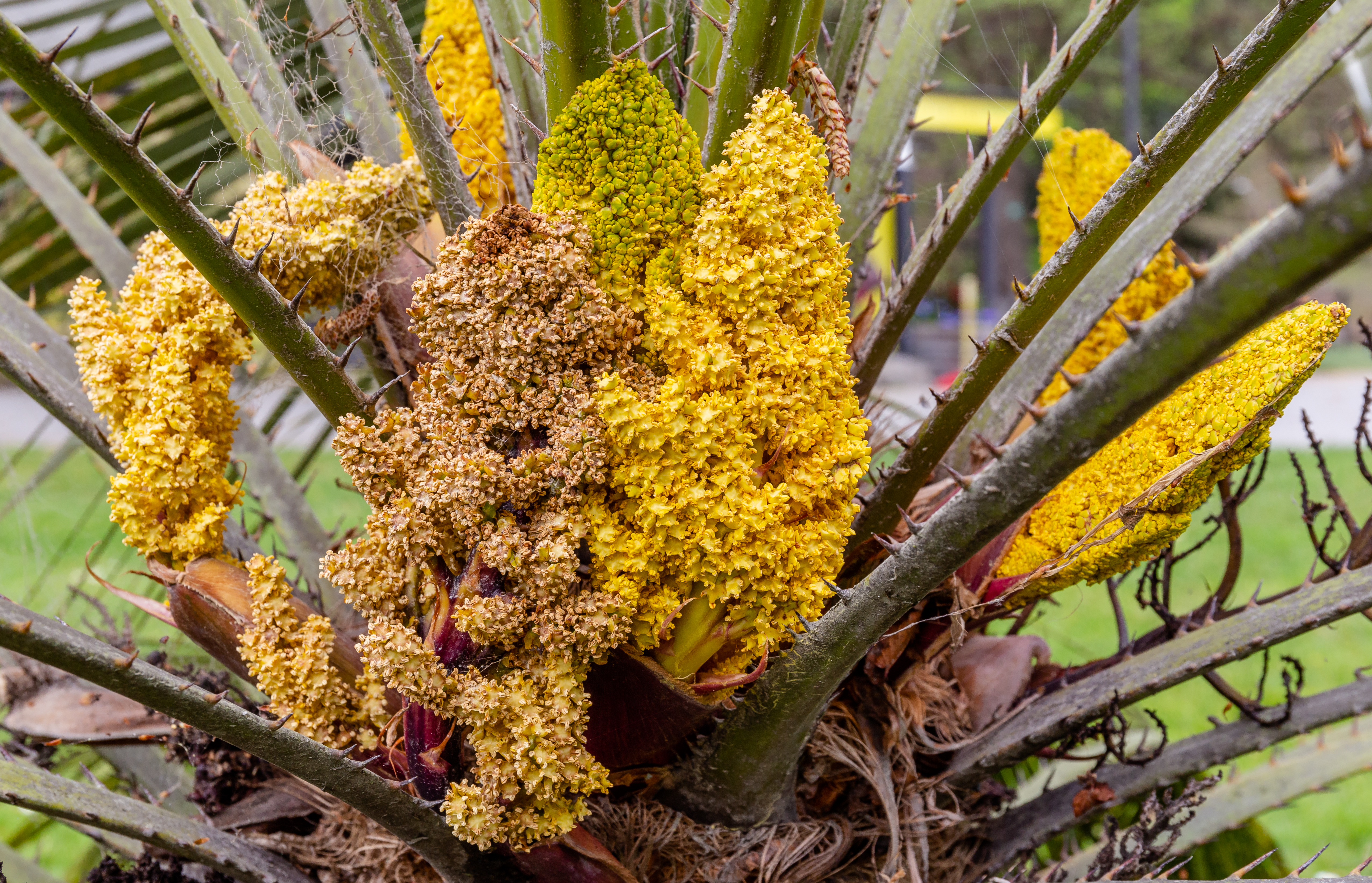
Kwiatostany

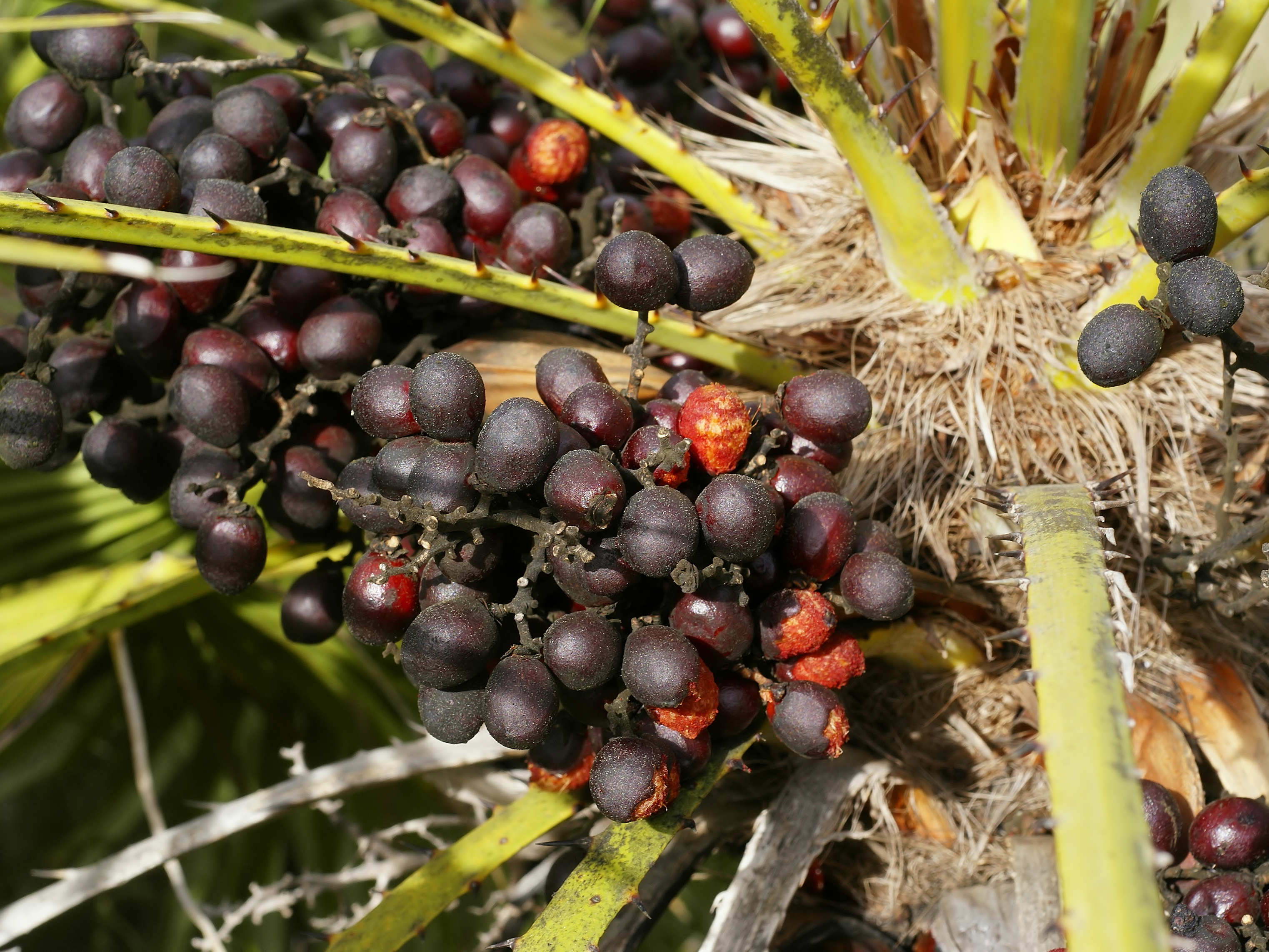
Owoce

PokrójPalma z krótką kłodziną, często silnie rozgałęzioną tuż przy powierzchni ziemi, osiągającą do 2 m wysokości, czasem rosnąc jako roślina z pojedynczym pniem osiąga do 5 m wysokości. Kłodzina okryta jest strzępiącymi się, pochwiastymi nasadami starych liści.
LiścieSkupione na szczycie kłodziny o kształcie wachlarzowatym. Blaszka liściowa półkolista lub kolista o średnicy 50–90 cm, do nasady podzielona na kilkanaście odcinków. Są one sztywne i szeroko rozłożone, słabo sfałdowane i pozbawione wyraźnej, środkowej wiązki przewodzącej. Blaszka ma barwę szaro- do niebieskozielonej. Ogonek liściowy osiąga długość od 60 do 100 cm, u nasady jest wzdłuż krawędzi uzbrojony w kolce.
KwiatyJednopłciowe (roślina dwupienna – kwiaty męskie i żeńskie występują na różnych osobnikach). Zebrane są w wiechowate kwiatostany wyrastające w pachwinach liści szczytowych.
OwoceCzerwonożółte, elipsoidalne, o grubości 3–4 cm.

## Biologia i ekologia
Wiecznie zielona roślina znosząca okresowe spadki temperatur do -9 °C (w tej temperaturze występują już jednak uszkodzenia mrozowe), nie tolerująca temperatur poniżej -11,5 °C. Może być uprawiana w strefach od 8b do 11a. Rośnie w pobliżu wybrzeży na glebach piaszczystych, kamienistych i raczej suchych. Jest dość łatwa w uprawie doniczkowej, daje się rozmnażać wegetatywnie.
Na przykładzie tego gatunku dowiedziono niezbędności zapylenia kwiatów, by mogły powstać owoce. Dokonał tego Johann Gottlieb Gleditsch – w połowie XVIII w. dyrektor ogrodu botanicznego w Berlinie, który sprowadził pyłek z okazu męskiego tego gatunku z ogrodu w Lipsku uzyskując po raz pierwszy owoce na rosnącym w Berlinie okazie żeńskim, który nigdy wcześniej owoców nie był w stanie zawiązać.